# Archipel des Dahlak
L'archipel des Dahlak est un archipel de l'Érythrée situé en mer Rouge et composé de plus de cent îles, îlots et récifs dont deux îles principales.

## Géographie

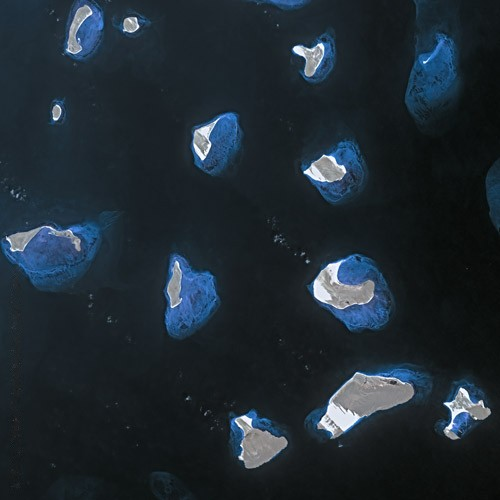
La partie orientale de l'archipel des Dahlak vu par le satellite SPOT.

L'archipel des Dahlak est situé dans le Nord-Est de l'Afrique, au large des côtes érythréennes et de la ville côtière de Massaoua, dans le Sud de la mer Rouge.
Il est composé de 124 îles, îlots et récifs coralliens dont deux îles principales. Soumises à un climat désertique, les îles sont dépourvues de végétation dense qui est principalement représentée par quelques mangroves.
Seules quatre des îles sont habitées en permanence, Dahlak Kebir étant la plus grande et la plus peuplée. Les autres îles habitées de l'archipel sont Dhuladhiya, Dissei, Dohul, Erwa, Harat, Harmil, Isra-Tu, Nahaleg, Norah et Shumma, mais pas forcément en permanence.

## Histoire
Au VIIIe siècle, un État indépendant musulman se met en place dans l'archipel. Il est ensuite successivement rattaché au Califat omeyyade, puis au royaume chrétien d'Éthiopie au IXe siècle et au sultanat de Zabid au Yémen entre le Xe siècle et le XIe siècle. La population est alors très cosmopolite, composée d'individus originaires aussi bien de l'Empire byzantin que du Proche-Orient, du Moyen-Orient ou de Perse, ce qui est attesté par l'étude de 260 stèles d'une nécropole retrouvée dans l'archipel.
L'historien Al Tabari évoque la présence d'un pénitencier dans les iles Dahlak. Des théologiens Qadarites y auraient été déportés sous le califat omeyade Hisham au VIIIe siècle.
À la fin du XIe siècle, il devient à nouveau indépendant, puis en 1559 l'Empire ottoman place les îles sous l'autorité d'un pacha installé dans l'actuel Soudan. En 1890, l'Italie intègre les îles dans la colonie d'Érythrée, fédérée à l'Éthiopie en 1952.  C'est de l'archipel des Dahlak que le mouvement indépendantiste érythréen contre l'Éthiopie a commencé sa lutte en 1962.[réf. nécessaire] Elles demeurent une partie de l'Érythrée à son indépendance en 1993.
L'activité économique principale de l'archipel des Dahlak depuis l'Antiquité est la culture des perles. À l'époque médiévale, l'archipel est une plaque tournante du commerce d'esclave. Les îles ont également servi de prison au cours de la colonisation italienne et de base navale, américaine avant 1974 et soviétique durant le rapprochement entre l'URSS et l'Éthiopie de 1974 à 1991.

## Démographie
Sur les 124 îles composant l'archipel, seules quatre sont habitées en permanence. Le village de Dahlak Kebir est le plus peuplé des villages dont les habitants parlent le dahlik. 

## Religion
Les habitants des Dahlak seraient les premiers habitants d'Afrique à avoir été convertis à l'islam. Avant l'arrivée de l'Islam, les habitants étaient Chrétiens, ou Animistes.  